# Richard (Évreux)
Richard von Évreux (* vor 1011; † 13. Dezember 1067) aus der Familie der Rolloniden war Graf von Évreux von 1037 bis 1067. Er war der Sohn von Robert dem Dänen, Erzbischof von Rouen und Graf von Évreux, und Herleva, möglicherweise Tochter von Turstin dem Reichen.

## Biografie
Richard tritt 1026 erstmals auf, als sein Vater ihm das Gut Douvrend gibt, das er unberechtigt dem Erzbistum Rouen entzogen hatte. Richard folgte seinem Vater 1037 als Graf von Évreux.
Zwei Jahre zuvor war Herzog Robert der Prächtige gestorben. Sein Tod führte zu Auseinandersetzungen um seine Nachfolge, bei denen einige Barone sich weigerten, Roberts Sohn Wilhelm II. anzuerkennen. 1040 wurde Raoul de Gacé, Richards Bruder, zum Anstifter am Mord an Gilbert de Brionne, Vormund des jungen Herzogs, und übernahm dessen Stelle. Die beiden Brüder profitierten von ihrer beherrschenden Position im Herzogtum, um sich selbst zu bereichern, die Familie Tosny zu vernichten und den Besitz ihrer besiegten Gegner unter sich aufzuteilen. Richard heiratete schließlich (nach 1040) die Witwe Roger I. de Tosnys, Godehilde.
Als Wilhelm die Herrschaft in der Normandie übernahm, gelang es Richard, der in den Machtkämpfen wohl die moderatere Rolle gespielt hatte, die Gunst des Herzogs zu behalten. Er gründete die Abtei Saint-Sauveur in Évreux und nahm auch an der Versammlung der normannischen Barone teil, die die Eroberung Englands beschloss. Selbst zu alt, um am Feldzug teilzunehmen, übernahm er dessen teilweise Finanzierung und stellte 80 Schiffe sowie seinen Sohn Wilhelm, der 1066 dann in der Schlacht von Hastings kämpfte.
Richard starb im Jahr darauf und wurde in der Abtei Fontenelle bestattet.

## Nachkommen
Kinder aus seiner Ehe mit Godehilde waren:
- Guillaume († 1118), Graf von Évreux
- Agnes ⚭ Simon I. († 1087), Herr von Montfort (Haus Montfort-l’Amaury)
- Godehilde, Nonne in Saint-Sauveur in Évreux